# Mysidopsis mauchlinei
Mysidopsis mauchlinei är en kräftdjursart som beskrevs av Brattegard 1974. Mysidopsis mauchlinei ingår i släktet Mysidopsis och familjen Mysidae. Inga underarter finns listade i Catalogue of Life.